# Foleya brevicornis
Foleya brevicornis là một loài bọ cánh cứng trong họ Tenebrionidae. Loài này được Peyerimhoff miêu tả khoa học đầu tiên năm 1916.